# HD 162826
Désignations
HD 162826 est une étoile dans la constellation d'Hercule, située à 109 années-lumière de la Terre. Sa magnitude apparente est de 6,46. Elle est 15 % plus massive que le Soleil. Aucune planète n'a été découverte à ce jour, mais la présence de planètes comme la Terre est possible (à l'état actuel des connaissances, les Jupiters chauds sont exclus).

## Recherche
En mai 2014, des astronomes de l'université du Texas à Austin ont découvert que HD 162826 est une des centaines, voire des milliers d'étoiles sœurs du Soleil, nées dans le même nuage de gaz et de poussière il y a 4,5 milliards d'années. Ils ont déterminé que la composition chimique des deux étoiles comparées est similaire, incluant des éléments rares comme le baryum et l'yttrium. Ils ont également analysé l'orbite de l'étoile, qui concorde avec les critères pour être une étoile sœur du Soleil,. Les chances de trouver de la vie dans les planètes de l'étoile HD 162826, s'il y en a, sont faibles, mais ne sont pas inexistantes. En effet, des débris contenant de la vie assez gros pour la protéger auraient pu voyager d'un système planétaire à un autre et atterrir sur une planète.